# Tubarão-azul
Tubarão-azul (nome científico: Prionace glauca), também conhecido popularmente como cação-azul, bico-doce, focinhudo, mole-mole, tintureira ou tubarão-de-focinho, é uma espécie de tubarão da família dos carcarrinídeos (Carcharhinidae), o qual habita as zonas profundas dos oceanos, em águas temperadas e tropicais. Por preferir águas mais frias, os tubarões-azuis migram longas distâncias, eventualmente da Nova Inglaterra à América do Sul. A espécie está listada como quase ameaçada pela União Internacional para a Conservação da Natureza (UICN / IUCN). Embora geralmente letárgico, esses tubarões podem se mover de forma muito rápida. São vivíparos e notáveis pelas suas grandes ninhadas de 25 a 100 filhotes. Alimentam-se primariamente de pequenos peixes e lulas, embora possam capturar presas maiores. A expectativa máxima de vida ainda não é conhecida, mas acredita-se que eles possam viver até vinte anos.

## Etimologia
O nome vernáculo cação provavelmente foi construído com a aglutinação do verbo caçar e o sufixo -ão de agente. Foi registrado pela primeira vez no século XIII como caçon, e depois em 1376 como caçom e 1440 como caçõoes. Tubarão, por sua vez, tem origem obscura, mas pode derivar de alguma das línguas nativas do Caribe. Seu registro mais antigo ocorre em 1500, como tubaram, na Carta de Pero Vaz de Caminha, e então como tuberão, em 1721.

## Anatomia e aparência
Os tubarões-azuis são de corpo leve com longas barbatanas peitorais. Como muitos outros tubarões, são contra-sombreados: a parte superior do corpo é azul-escura, mais clara nas laterais e a parte inferior é branca. O tubarão-azul macho geralmente cresce de 1,82 a 2,82 metros (6,0 a 9,3 pés) na maturidade, enquanto as fêmeas maiores geralmente crescem de 2,2 a 3,3 metros (7,2 a 10,8 pés) na maturidade. Espécimes grandes podem crescer até 3,8 metros (12 pés) de comprimento. Ocasionalmente, um tubarão-azul descomunal é relatado, com uma alegação amplamente impressa de um comprimento de 6,1 metros (20 pés), mas nenhum tubarão que se aproxime desse tamanho foi cientificamente documentado. O tubarão-azul é bastante alongado e esguio em sua constituição e normalmente pesa de 27 a 55 quilos (60 a 121 libras) nos machos e de 93 a 182 quilos (205 a 401 libras) nas fêmeas grandes. Ocasionalmente, uma fêmea com mais de 3 metros (9,8 pés) pesará mais de 204 quilos (450 libras). O maior peso relatado à espécie foi de 391 quilos (862 libras).

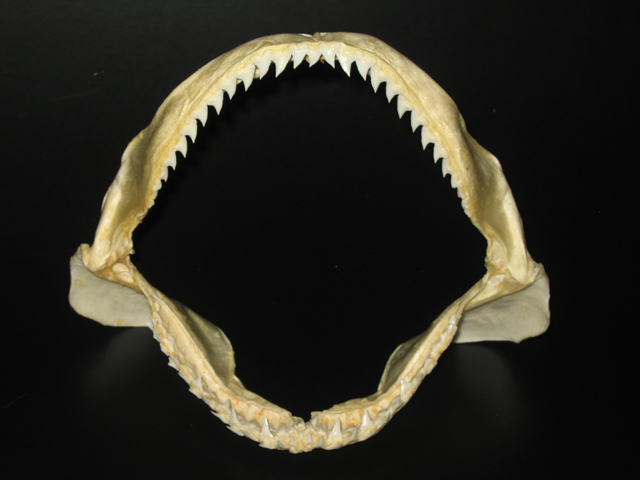
Mandíbula
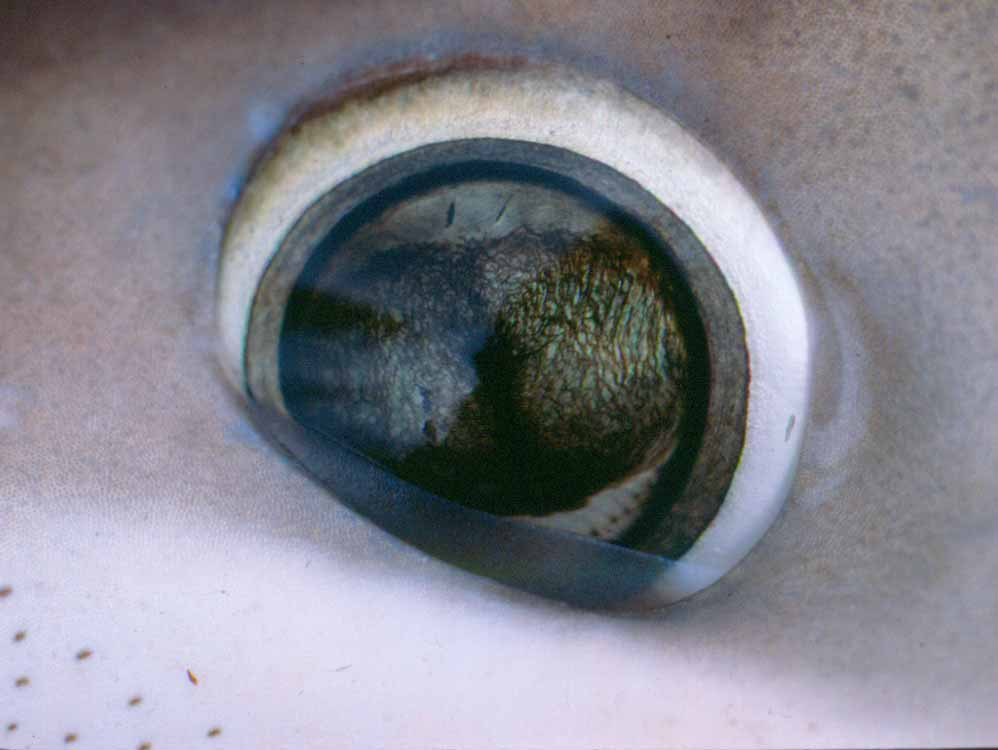
Olho
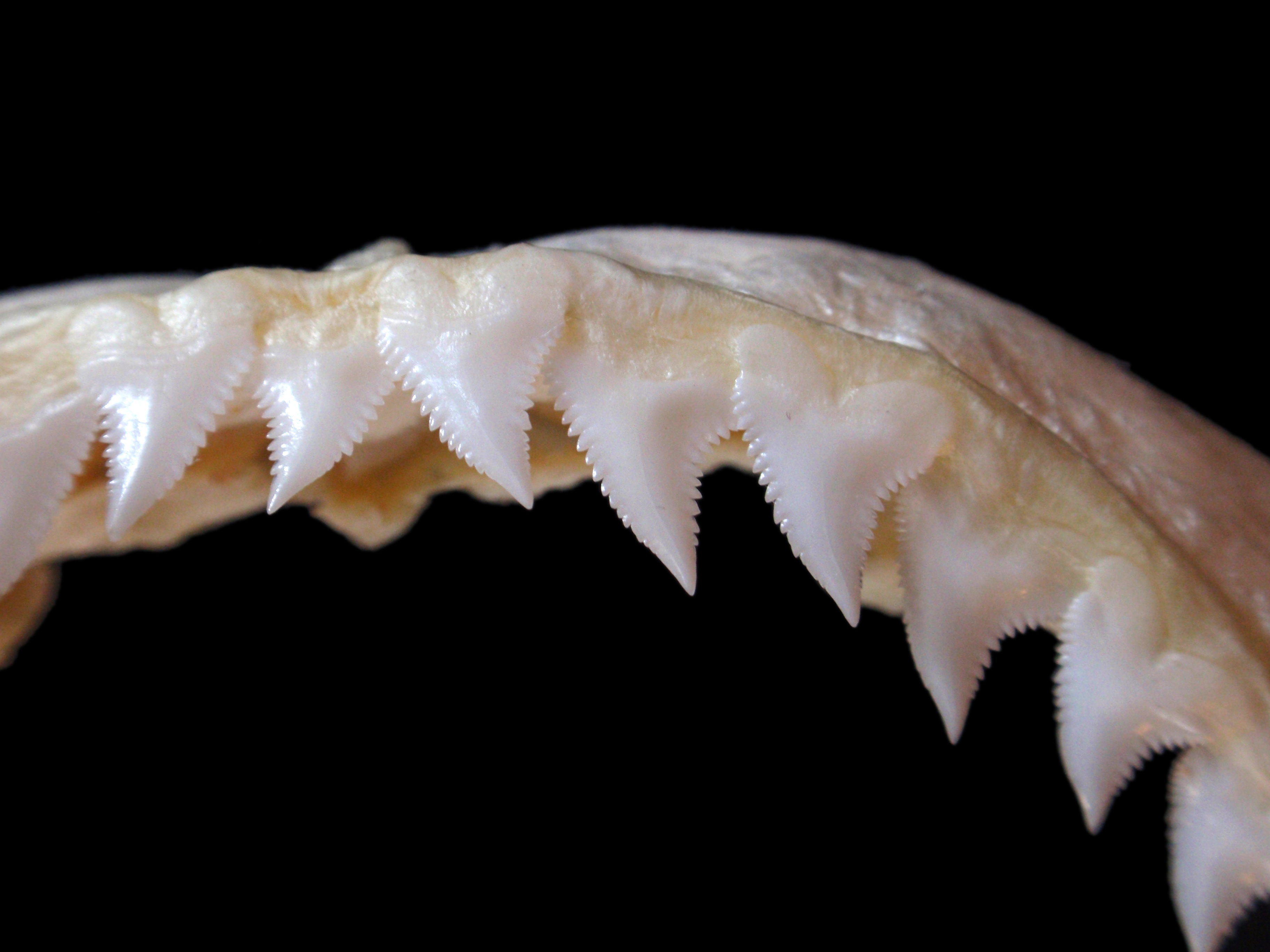
Dentes superiores
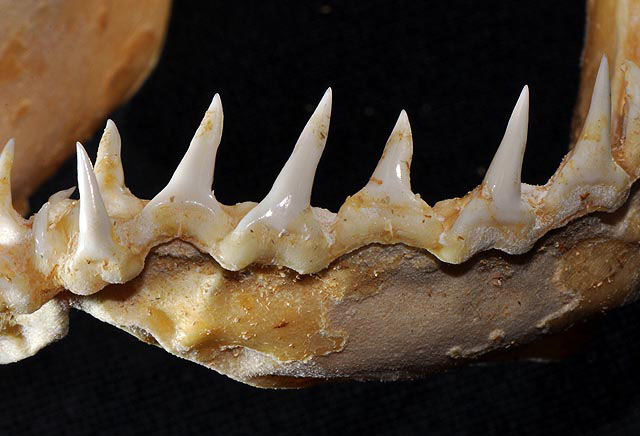
Dentes inferiores

## Reprodução
Eles são vivíparos, com um saco vitelino placentário, dando a luz de quatro a até 135 filhotes por ninhada. O período de gestação oscila de nove a doze meses. As fêmeas amadurecem entre os cinco e seis anos de idade e os machos entre os quatro e cincos anos. O ritual de acasalamento envolve mordidas do macho e espécimes mais maduros podem ter seu sexo identificado precisamente pela presença ou ausência das cicatrizes das mordidas. As fêmeas se adaptaram a essa forma de acasalamento desenvolvendo uma pele três vezes mais espessa que a dos machos.

## Ecologia

### Distribuição geográfica e habitat
O tubarão-azul é um tubarão oceânico e epipelágico encontrado em todo o mundo em águas temperadas e tropicais profundas desde a superfície até cerca de 350 metros (1 150 pés). Em mares temperados pode aproximar-se da costa, onde pode ser observado por mergulhadores; enquanto em águas tropicais, habita maiores profundidades. Vive no extremo norte da Noruega e no sul do Chile. Os tubarões-azuis são encontrados nas costas de todos os continentes, exceto na Antártica. Suas maiores concentrações no Pacífico ocorrem entre 20° e 50° Norte, mas com fortes flutuações sazonais. Nos trópicos, se espalha uniformemente entre 20° N e 20° S. Prefere temperaturas da água entre 12 e 20 °C (54–68 °F), mas pode ser visto em águas que variam de 7 a 25 °C (45–77 °F). Registros do Atlântico mostram migração regular no sentido horário dentro das correntes predominantes.

### Alimentação
As lulas são as presas mais importantes para os tubarões-azuis, mas sua dieta inclui outros invertebrados, como chocos, Tremoctopus violaceus e Ocythoe tuberculata, bem como lagostas, camarões, caranguejos, um grande número de peixes ósseos (como Alepisaurus ferox, Gempylus serpens e Ruvettus pretiosus), pequenos tubarões, carniça de mamíferos e aves marinhas ocasionais (como a pardela-de-bico-preto). A gordura e a carne de baleias e botos foram recuperadas dos estômagos de espécimes capturados e sabe-se que pegam o bacalhau das redes de arrasto. Os tubarões foram observados e documentados trabalhando juntos como um "pacote" para reunir as presas em um grupo concentrado do qual podem se alimentar facilmente. Os tubarões-azuis podem comer atum, que foi observado aproveitando o comportamento de pastoreio para se alimentar oportunisticamente de presas em fuga. O comportamento de pastoreio observado não foi perturbado por diferentes espécies de tubarão nas proximidades que normalmente perseguiriam a presa comum.

### Predadores
Indivíduos jovens e menores podem ser comidos por tubarões maiores, como o tubarão-branco (Carcharodon carcharias) e o tubarão-tigre (Galeocerdo cuvier). Orcas (Orcinus orca) foram relatadas caçando tubarões-azuis. Este tubarão pode hospedar várias espécies de parasitas. Por exemplo, é um hospedeiro definitivo do eucestoda tetrafilídea, Pelichnibothrium speciosum (Prionacestus bipartitus). Se infecta comendo hospedeiros intermediários, provavelmente Lampris guttatus e/ou Alepisaurus ferox. Elefantes-marinhos-do-norte (Mirounga angustirostris) e lobos-marinhos-australianos (Arctocephalus pusillus pusillus) foram observados alimentando-se de tubarões-azuis.

## Relação com humanos
A carne do tubarão-azul é comestível, mas não é muito procurada; é consumido fresco, seco, defumado e salgado e processado para farinha de peixe. Há relatos de alta concentração de metais pesados (mercúrio e chumbo) na carne comestível. A pele é usada para couro, as barbatanas para sopa de barbatana de tubarão e o fígado para óleo. Os tubarões-azuis raramente mordem humanos. De 1580 até 2013, esteve envolvido em apenas 13 incidentes de mordidas, quatro dos quais terminaram fatalmente.

### Cativeiro

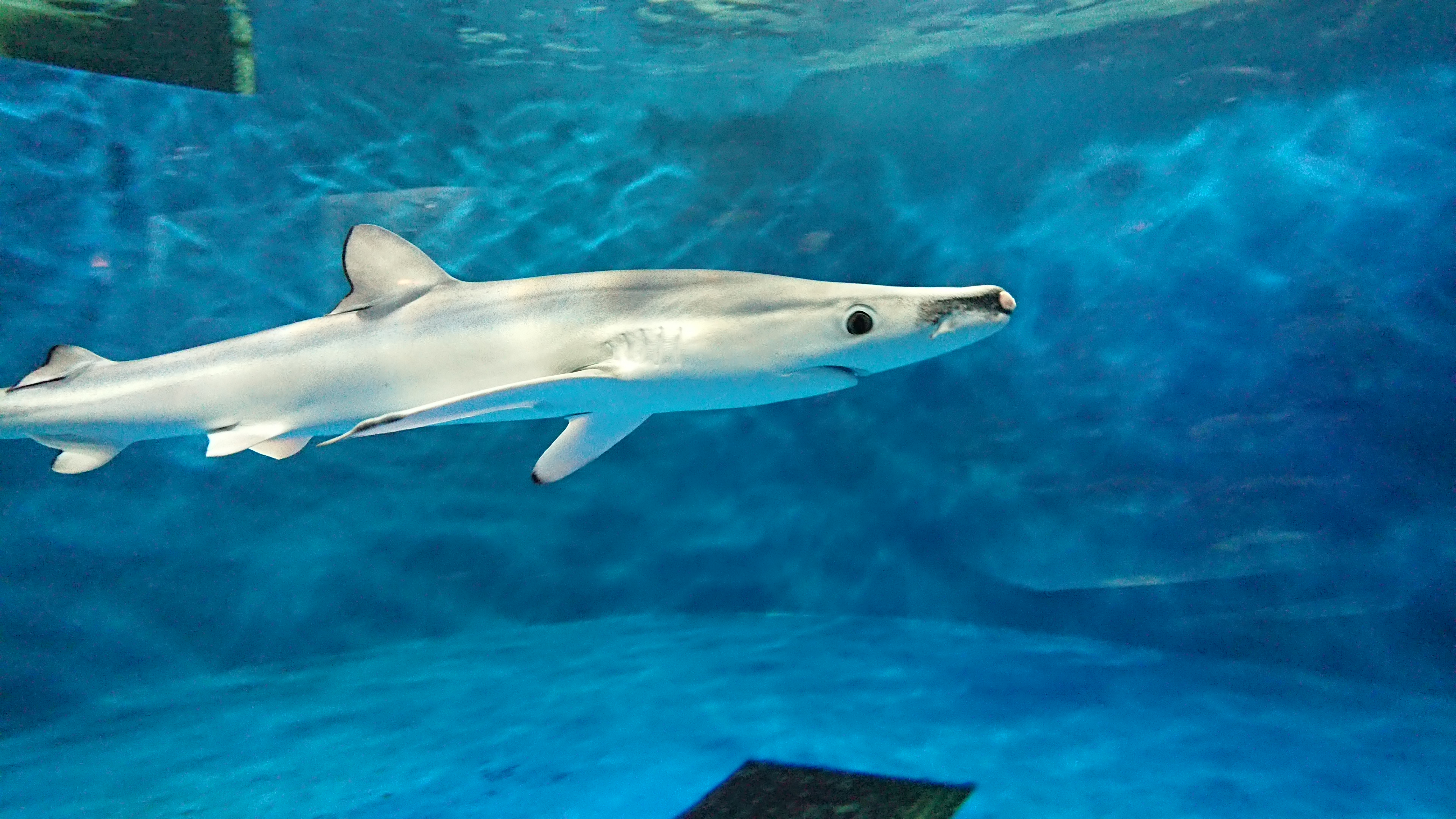
Espécime no Aquário Sendai Umino-Mori, tendo vivido 367 dias em cativeiro

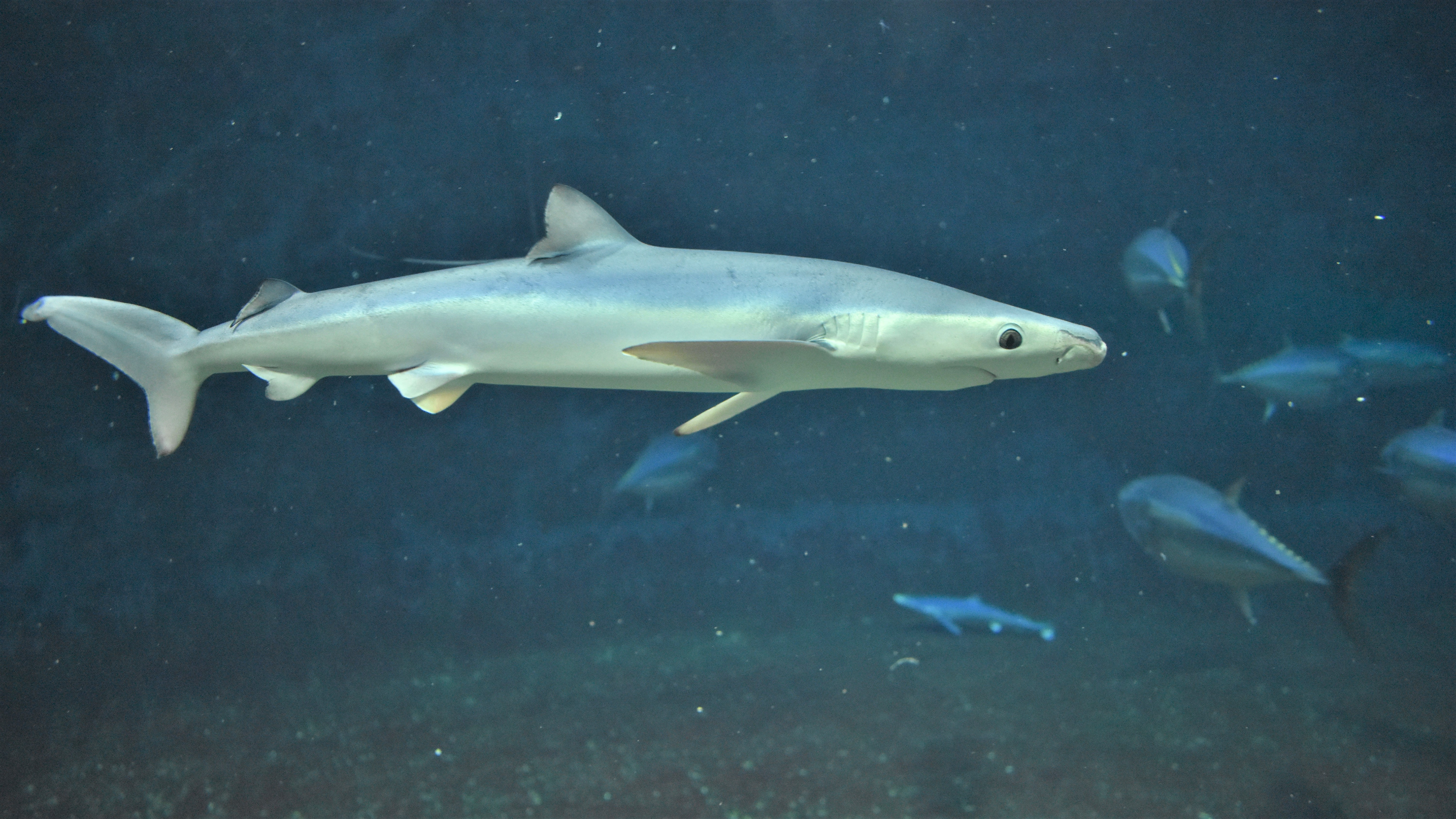
Espécime no Tokyo Sea Life Park

Os tubarões-azuis, como a maioria dos tubarões pelágicos, tendem a se sair mal em cativeiro. A primeira tentativa de mantê-los em cativeiro foi no Sea World San Diego em 1968, e desde então um pequeno número de outros aquários públicos na América do Norte, Europa e Ásia tentaram fazê-lo. A maioria deles ficou em cativeiro por cerca de três meses ou menos, e alguns deles foram soltos de volta à natureza depois. O tempo recorde para os tubarões-azuis em cativeiro é de 246 e 224 dias para dois indivíduos no Tokyo Sea Life Park, 210 dias para um indivíduo no Aquário de Nova Jérsei, e 194 dias para um no Oceanário de Lisboa e 252 e 873 dias para dois indivíduos no Aquário Sendai Umino-Mori. O tubarão-azul que sobreviveu por mais tempo em cativeiro foi capturado na Baía de Xizugaua em 27 de julho de 2018 e levado ao Aquário Sendai Umino-Mori. O comprimento total no momento do parto era de 51 centímetros (1,67 pé), o peso estimado era de 0,345 quilo e a idade era de cerca de um ano. Depois disso, viveu por 873 dias, mas morreu devido a fatores como natação desordenada devido à desidratação. No momento da morte, o comprimento total era de 114 centímetros (3,74 pés) e o peso era de quatro quilos. Esta taxa de crescimento é considerada a mesma dos tubarões-azuis selvagens.
Os tubarões-azuis são relativamente fáceis de alimentar e armazenar em cativeiro, e os três principais problemas parecem ser o transporte, a predação por tubarões maiores e problemas para evitar superfícies lisas em tanques. Pequenos tubarões-azuis, de até um metro (3,3 pés) de comprimento, são relativamente fáceis de transportar para aquários, mas é muito mais complicado transportar indivíduos maiores. No entanto, este pequeno tamanho típico quando introduzido em aquários significa que são altamente vulneráveis à predação por outros tubarões que são comumente mantidos, como tubarão-cabeça-chata (Carcharhinus leucas), tubarão-cinzento-dos-recifes (Carcharhinus amblyrhynchos), tubarão-corre-costa (Carcharhinus plumbeus), tubarão-mangona (Carcharias taurus). Por exemplo, vários tubarões-azuis mantidos no Sea World San Diego inicialmente se saíram muito bem, mas foram comidos quando os tubarões-mangona foram adicionados à sua exibição. Tentativas de manter tubarões-azuis em tanques de vários tamanhos, formas e profundidades mostraram que eles têm problemas para evitar paredes, janelas do aquário e outras superfícies lisas, eventualmente levando a abrasões nas nadadeiras ou focinho, o que pode resultar em infecções graves. Para manter os tubarões-azuis, é necessário, portanto, tanques que permitam percursos de natação relativamente longos e ideais, onde o contato potencial com superfícies lisas é mantido no mínimo. Foi sugerido que rochas proeminentes podem ser mais fáceis de evitar para os tubarões-azuis do que superfícies lisas, como foi demonstrado em tubarões-tigre cativos.

## Conservação
Em junho de 2018, o Departamento de Conservação da Nova Zelândia classificou o tubarão-azul como "Não Ameaçado" com o qualificador "Seguro no Exterior" sob o Sistema de Classificação de Ameaças da Nova Zelândia. A espécie está listada como Quase Ameaçada pela União Internacional para a Conservação da Natureza (UICN / IUCN). No Brasil, em especial, a espécie figura em várias listas de conservação: em 2007, foi classificado como vulnerável na Lista de espécies de flora e fauna ameaçadas de extinção do Estado do Pará; em 2014, com a rubrica "dados insuficientes" na Lista das Espécies da Fauna Ameaçadas de Extinção no Rio Grande do Sul; em 2018, como quase ameaçada no Livro Vermelho da Fauna Brasileira Ameaçada de Extinção do Instituto Chico Mendes de Conservação da Biodiversidade (ICMBio).
1. ↑  Sepkoski, Jack (2002). «A compendium of fossil marine animal genera (Chondrichthyes entry)». Bulletins of American Paleontology. 364: 560. ISBN 9780877104506. Consultado em 9 de janeiro de 2008. Arquivado do original em 10 de maio de 2012
2. 1 2  Rigby, C. L.; Barreto, R.; Carlson, J.; Fernando, D.; Fordham, S.; Francis, M. P.; Herman, K.; Jabado, R. W.; Liu, K. M.; Marshall, A.; Pacoureau, N.; Romanov, E.; Sherley, R. B.; Winker, H. (2019). «Prionace glauca». Lista Vermelha de Espécies Ameaçadas. 2019: e.T39381A2915850. doi:10.2305/IUCN.UK.2019-3.RLTS.T39381A2915850.en. Consultado em 16 de abril de 2023
3. ↑  Gastal, Eduardo Rufino de Senna. «Prionace glauca (tubarão-azul)». Fauna Digital do Rio Grande do Sul. Universidade Federal do Rio Grande do Sul; Bird and Mammal. Cópia arquivada em 8 de outubro de 2022
4. ↑  Amorim, Alberto Ferreira de; Domingos, Júlia Ferreira dos Santos; Gusmão, Bartolomeu de; Negro, Thiago Dal (dezembro de 2020). «Reprodução do Cação-Azul (Prionace glauca, L. 1758) Capturado por Espinheleiro no Atlântico Ocidental». Curitiba. Brazilian Journal of Animal and Environmental Research. 3 (4): 2952-2969. ISSN 2595-573X. Consultado em 20 de abril de 2023
5. ↑  Grande Dicionário Houaiss, verbete tubarão-azul
6. 1 2 3 4 5 6  Compagno, L. J. V. (1984). Sharks of the World: An Annotated and Illustrated Catalogue of Shark Species Known to Date. Roma: Organização das Nações Unidas para a Alimentação e a Agricultura (FAO). pp. 316–317
7. ↑  «Emerging Species Profile Sheets Department of Fisheries and Aquaculture» (PDF). Department of Fisheries  Government of Newfound and Labrador. Consultado em 16 de abril de 2022. Cópia arquivada (PDF) em 17 de agosto de 2017
8. ↑  Grande Dicionário Houaiss, verbete cação
9. ↑  Grande Dicionário Houaiss, verbete tubarão
10. ↑  «Blue Shark». Departamento de Ictiologia do Museu de História Natural da Flórida. Consultado em 16 de abril de 2023. Cópia arquivada em 17 de maio de 2013
11. ↑  «Blue Shark (Prionace glauca)». Ireland's Wildlife. Consultado em 16 de abril de 2023. Cópia arquivada em 21 de abril de 2013
12. ↑  «Sharks – Greenland (Somniosus microcephalus), Shortfin Mako (Isurus oxyrinchus), Blue Shark (Prionace glauca), Basking Shark (Cetorhinus maximus), and Porbeagle (Lamna nasus).» (PDF). Consultado em 16 de abril de 2023. Cópia arquivada (PDF) em 7 de outubro de 2013
13. ↑  «Sea Angling in Ireland – Blue Shark». Sea-angling-ireland.org. 21 de outubro de 2006. Cópia arquivada em 7 de março de 2023
14. ↑  «Summary of Large Blue Sharks Prioncae glauca (Linnaeus, 1758) in progress» 🔗. Elasmollet. Março de 2008. Cópia arquivada em 11 de outubro de 2022
15. ↑  Froese, Rainer; Pauly, Daniel (eds.) (2006). "Prionace glauca" em FishBase. Versão 9 2006.
16. ↑  Axtell, Alexandra; Boucree, Joseph. «Prionace glauca (Blue Shark)». Animal Diversity Web, Museu de Zoologia da Universidade de Michigão. Consultado em 16 de abril de 2023. Cópia arquivada em 23 de março de 2023
17. ↑  Monique, Fallows (29 de janeiro de 2013). «Blue Sharks Feeding on Anchovy Baitball». Apex Predators Blog. Consultado em 6 de fevereiro de 2013. Arquivado do original em 21 de abril de 2013
18. ↑  Fertl, D.; Acevedo-Gutierrez, A.; Darby, F. L. (1996). «A report of killer whales (Orcinus orca) feeding on a carcharhinid shark in Costa Rica» (PDF). Marine Mammal Science. 12 (4): 606–611. doi:10.1111/j.1748-7692.1996.tb00075.x. Consultado em 17 de novembro de 2016. Arquivado do original (PDF) em 12 de julho de 2017
19. ↑  Scholz, Tomáš; Euzet, Louis; Moravec, František (1998). «Taxonomic status of Pelichnibothrium speciosum Monticelli, 1889 (Cestoda: Tetraphyllidea), a mysterious parasite of Alepisaurus ferox Lowe (Teleostei: Alepisauridae) and Prionace glauca (L.) (Euselachii: Carcharinidae)». Systematic Parasitology. 41 (1): 1–8. doi:10.1023/A:1006091102174
20. ↑  Keith, E. O.; Condit, R. S.; Le Boeuf, B. J. (1984). «California Sea Lions Breeding at Ano Nuevo Island, California». Journal of Mammalogy. 65 (4). 695 páginas. JSTOR 1380857. doi:10.2307/1380857. Cópia arquivada em 3 de agosto de 2021
21. ↑  Fallows, C.; Benoît, H.P.; Hammerschlag, N. (16 de março de 2015). «Intraguild predation and partial consumption of blue sharks Prionace glauca by Cape fur seals Arctocephalus pusillus pusillus» (PDF). African Journal of Marine Science. 37 (1): 125–128. doi:10.2989/1814232X.2015.1013058. Cópia arquivada (PDF) em 31 de julho de 2022
22. ↑  Lopez, S.; Abarca, N.; Meléndez, R. (2014). «Heavy Metal Concentrations of two highly migratory sharks (Prionace glauca and Isurus oxyrinchus) in the south-eastern Pacific waters: comments on public health and conservation» (PDF). Tropical Conservation Science. 6 (1): 126–137. doi:10.1177/194008291300600103. Cópia arquivada (PDF) em 18 de setembro de 2018
23. ↑  «Species Implicated in Attacks: Florida Museum of Natural History». Departamento de Ictiologia do Museu de História Natural da Flórida. Consultado em 16 de abril de 2023. Cópia arquivada em 8 de março de 2023
24. 1 2 3 4  Baylina; Pereira; Batista; João Correia (2017).  Smith; Warmolts; Thoney; Hueter; Murray; Ezcurra, eds. Collection, transport and husbandry of the blue shark, Prionace glauca. Elasmobranch Husbandry Manual II. Columbus, Ohio: Special Publication of the Ohio Biological Survey. pp. 43–52. ISBN 978-0-86727-166-9
25. 1 2 3  «Blue Shark (Prionace glauca) in Captivity». Elasmollet. 2007. Cópia arquivada em 12 de março de 2022
26. ↑  «＜うみの杜水族館＞ヨシキリザメ飼育 新記録». 河北新報. 24 de junho de 2016. Consultado em 30 de abril de 2021. Cópia arquivada em 31 de março de 2022
27. ↑  «ヨシキリザメ死亡について» (PDF). 17 de dezembro de 2020. Consultado em 17 de dezembro de 2020. Cópia arquivada (PDF) em 14 de março de 2022
28. ↑  «ヨシキリザメ№25について 仙台うみの杜水族館公式サイト». 24 de janeiro de 2021. Consultado em 1 de maio de 2021. Cópia arquivada em 2 de maio de 2021
29. ↑  Duffy, Clinton A. J.; Francis, Malcolm; Dunn, M. R.; Finucci, Brit; Ford, Richard; Hitchmough, Rod; Rolfe, Jeremy (2018). Conservation status of New Zealand chondrichthyans (chimaeras, sharks and rays), 2016 (PDF). Wellington, New Zealand: Department of Conservation. 11 páginas. ISBN 9781988514628. OCLC 1042901090. Cópia arquivada (PDF) em 17 de abril de 2023
30. ↑  Extinção Zero. Está é a nossa meta (PDF). Belém: Conservação Internacional - Brasil; Museu Paraense Emílio Goeldi; Secretaria do Estado de Meio Ambiente, Governo do Estado do Pará. 2007. Consultado em 2 de maio de 2022. Cópia arquivada (PDF) em 2 de maio de 2022
31. ↑  de Marques, Ana Alice Biedzicki; Fontana, Carla Suertegaray; Vélez, Eduardo; Bencke, Glayson Ariel; Schneider, Maurício; Reis, Roberto Esser dos (2002). Lista de Espécies da Fauna Ameaçadas de Extinção no Rio Grande do Sul - Decreto Nº 41.672, de 11 de junho de 2002 (PDF). Porto Alegre: Museu de Ciências e Tecnologia da Pontifícia Universidade Católica do Rio Grande do Sul; PANGEA - Associação Ambientalista Internacional; Fundação Zoo-Botânica do Rio Grande do Sul; Secretaria Estadual do Meio Ambiente (SEMA); Governo do Rio Grande do Sul. Consultado em 2 de abril de 2022. Cópia arquivada (PDF) em 31 de janeiro de 2022
32. ↑  «Decreto N.º 51.797, de 8 de setembro de 2014» (PDF). Porto Alegre: Estado do Rio Grande do Sul Assembleia Legislativa Gabinete de Consultoria Legislativa. 2014. Consultado em 2 de maio de 2022. Cópia arquivada (PDF) em 16 de março de 2022
33. ↑  «Livro Vermelho da Fauna Brasileira Ameaçada de Extinção» (PDF). Brasília: Instituto Chico Mendes de Conservação da Biodiversidade (ICMBio), Ministério do Meio Ambiente. 2018. Consultado em 3 de maio de 2022. Cópia arquivada (PDF) em 3 de maio de 2018
34. ↑  «Prionace glauca (Linnaeus, 1758)». Sistema de Informação sobre a Biodiversidade Brasileira (SiBBr). Consultado em 15 de abril de 2023. Cópia arquivada em 15 de abril de 2023